# Claudio Serra Brun
Claudio Serra Brun (Buenos Aires, Argentina, 5 de septiembre de 1954) es un poeta argentino. Dedicó su obra poética a los temas de la emigración, la distancia, la nostalgia y el acercamiento de las culturas de Europa y América. Su formación plástica en fotografía, video y diseño gráfico le llevan a ilustrar sus propios poemas. Desde 1997 comienza a combinar su poesía en español con la música de compositores de Europa y América, como una forma renovada -ligada a la tradición más antigua del arte poético- de difundir la poesía por los medios masivos y los nuevos canales de comunicación través de Internet.

## Trayectoria
En 1977 publica poemas y fotos, expuesto en paneles en la Sala Gaudí del Casal de Cataluña de Buenos Aires: Imágenes de desolación, retratos de gente del campo mirando a la cámara, mendigos por Buenos Aires en planos de contraste con la gran urbe, imágenes atrevidas de denuncia social cuando arreciaba la represión de la dictadura militar argentina. Los poemas versan sobre el amor, la soledad y la muerte.
En 2006, es invitado al II Festival Internacional de Poesía de IZMIR (Esmirna, Turquía), del 17 al 22 de marzo. Realiza en esos años más de cuarenta exposiciones, conferencias y charlas sobre su estética de unión de las artes, tanto en España, Madrid, Sociedad General de Autores, Valencia, Murcia, como en América, Puerto Rico (2004), y Buenos Aires Argentina (Casa de Madrid en Argentina, La Manzana de las Luces, Sociedad Argentina de Escritores, SADE, en el Café Literario, Café Tortoni (2001), y participa en programas y entrevistas de radio y Televisión.
Sus últimas realizaciones se centran en esta serie de poemas y música, titulada La Memoria del Espejo, donde ha combinado su poesía con grabaciones de músicos como Astor Piazzolla, Aldemaro Romero, Luis Di Matteo. Por dicha serie de discos y libros ha recibido elogios de personalidades de la cultura, como Luis María Anson, de la Real Academia Española, (1999), Francisco Ayala, de la Real Academia Española (2000) y de la política, José María Aznar, (septiembre de 2000) Presidente del Gobierno de España. Ha expuesto en Madrid, Valencia, España y en Buenos Aires. Fiel a su compromiso con la combinación de disciplinas artísticas, actualmente trabaja en la combinación de la poesía con las más novedosas tecnologías de la imagen y el vídeo.

## Obras
- Traversario[1] Traversario: Poemas Poems[2]
- De las sombras[3] http://bookstore.palibrio.com/Products/SKU-000723441/DE-LAS-SOMBRAS-DES-OMBRES-from-the-shadows.aspx ISBN: 978-1-46338-519-4 Palibrio, septiembre de 2014 - Español, francés e inglés. 176 páginas]</ref>
- Cuaderno de Tierra y Mar.[4]
- Argentina 1977: Poemas y fotos[5] Serra Brun, Claudio: Argentina 1977.[6]
- Poemas Sobre Argentina 1976-1983[7]
- La luna ocre[8][9]
- La Memoria del espejo[10]